# Safia ines
Safia ines är en fjärilsart som beskrevs av Heinrich Benno Möschler 1880. Safia ines ingår i släktet Safia och familjen nattflyn. Inga underarter finns listade.